# Kendrick Ray
Kendrick Ray (Bronx, 26 gennaio 1994) è un cestista statunitense.
È il fratello di Allan Ray, a sua volta cestista.

## Palmarès

### Squadra
- Campionato ceco: 1

ČEZ Nymburk: 2017-18
- Coppa della Repubblica Ceca: 1

ČEZ Nymburk: 2018
- Coppa di Grecia: 1

AEK Atene: 2019-2020

### Individuale
- Basketball Champions League Second Best Team

ČEZ Nymburk: 2017-18